# 白冠犀鳥屬
白冠犀鳥屬犀鳥目犀鳥科下的一個屬。本屬物種分佈於西部非洲，目前下屬4個物種。

## 命名歷史
本屬為英國鳥類學家哈里·C·奧伯霍爾策於1899年建立，其模式種因當時的單型而被指定為西黑弯嘴犀鸟。其屬名來自古希臘語的（指「限制、分離」）及（指「犄角」）組合而成。

## 下屬物種
本屬包含以下物種：
- 西黑弯嘴犀鸟 Horizocerus hartlaubi (Gould, 1861)
- 东黑弯嘴犀鸟 Horizocerus granti (Hartert, EJO, 1895)
- 西白冠弯嘴犀鸟 Horizocerus albocristatus (Cassin, 1848)
- 东白冠弯嘴犀鸟 Horizocerus cassini (Finsch, 1903)

## 外部連結
- 维基共享资源上的相關多媒體資源：白冠犀鳥屬
- 維基物種上的相關：白冠犀鳥屬